# Katholische Universität Kroatien
Die Kroatische Katholische Universität (kroatisch: Hrvatsko katoličko sveučilište; lat.: Universitas Studiorum Catholica Croatica) in Zagreb ist eine private Päpstliche Universität der katholischen Kirche. Die Gründung erfolgte am 3. Juni 2006.

## Geschichte
Am 12. Oktober 2004 wurde auf der 29. Plenarsitzung der Kroatischen Bischofskonferenz in Zadar die Gründung der Katholischen Universität von Kroatien entschieden. Der Bau wurde von der Bischofskonferenz gesponsert; Gründer der Universität war das Erzbistum Zagreb.
Am 3. Juli 2008 vergab das Kroatische Ministerium für Wissenschaft, Bildung und Sport eine auf fünf Jahre befristete Lizenz für die Einrichtung der Studiengänge Psychologie, Soziologie und Geschichte an die Universität. Das erste Studienjahr begann 2010, als 40 Erstsemester für Geschichte  eingeschrieben waren.
Während seines Besuchs in Kroatien nannte Papst Benedikt XVI am 4. Juni 2011 die Gründung der Universität ein „Zeichen der Hoffnung“.
Im Jahr 2012 begannen die Studiengänge Psychologie und Soziologie. Die ersten Bachelor-Abschlüsse im Studiengang Geschichte erhielten Studenten im Jahr 2014. Im Juli 2014 erhielt die Universität die Akkreditierung für ihre wissenschaftliche Tätigkeit im Bereich der Sozial- und Geisteswissenschaften.